# Powiat Tarnogórski
Der Powiat Tarnogórski ist ein Powiat (Kreis) in der Woiwodschaft Schlesien in  Polen mit der Kreisstadt Tarnowskie Góry (Tarnowitz). Er hat eine Fläche von 643 km², auf der 140.780 Einwohner leben (Stand 31. Dezember 2020).
Der deutsche Landkreis Erlangen-Höchstadt ist Partnerlandkreis des Powiat.

## Geografie
Der Powiat liegt relativ zentral in der Woiwodschaft Schlesien, im Norden der Oberschlesischen Platte. Nachbarpowiate sind im Norden Lubliniec, im Osten Myszków und Będzin, im Süden die kreisfreien Städte Piekary Śląskie, Bytom, Zabrze und Gliwice und im Westen die Powiate Gliwice sowie Strzelce Opolskie (Woiwodschaft Opole).

## Geschichte
Das Gebiet des heutigen Powiat Tarnogórski ist historisch gesehen recht heterogen. Bis auf die kleinpolnische Gemeinde Ożarowice, die östlich der Brinitz liegt, gehört er der historischen Region Oberschlesien an. Der östliche Teil des heutigen Powiats fiel 1922 an Polen (Autonome Woiwodschaft Schlesien), der westliche Teil, grob umrissen von den Gemeinden Krupski Młyn, Tworóg und Zbrosławice blieb bis 1945 durchgehend beim Deutschen Reich. Der historische Vorläufer des heutigen Kreises, der preußische Kreis Tarnowitz entstand 1873 aus dem früheren Landkreis Beuthen, hatte aber kleinere Ausmaße. Von 1922 bis 1939 gab es einen ersten polnischen Powiat Tarnogórski, der im Süden heute zum kreisfreien Piekary Śląskie gehörende Orte umfasste. Der heutige Powiat wurde wie alle polnischen Kreise von 1975 bis 1998 aufgelöst und umfasst noch Gebiete des früheren Landkreises Tost-Gleiwitz im Westen, im Norden mit dem Ort Krupski Młyn von Groß Strehlitz und mit Drutarnia von Lublinitz.

## Wappen
Das Wappen des Powiat Tarnogórski wurde 2002 eingeführt.
Beschreibung: Auf blauem Schild ein halber gelber (goldener) Adler, darunter eine fünfblättrige weiße (silberne) Rose mit rotem Knopf.
Bedeutung: Der goldene Adler auf blauem Grund steht für die jahrhundertelange Verbundenheit des Großteils des Kreises mit den oberschlesischen Piasten und ist das Wappentier Oberschlesiens. Die Rose ist im Wappen zweier Adelsfamilien enthalten, die große Teile des Kreisgebiets beherrschten. Für die Wrochems steht der rote Knopf, für die Henckel von Donnersmarcks die weißen (Kelch-)Blätter.

## Gemeinden
Der Powiat Tarnogorski umfasst vier Stadtgemeinden sowie sechs Landgemeinden:
Einwohnerzahlen vom 31. Dezember 2020

### Stadtgemeinden
- Kalety (Kalet) – 8548
- Miasteczko Śląskie (Georgenberg) – 7418
- Radzionków (Radzionkau) – 16.903
- Tarnowskie Góry (Tarnowitz) – 61.756

### Landgemeinden
- Krupski Młyn (Kruppamühle) – 3177
- Ożarowice (Oßorowitz) – 5806
- Świerklaniec (Neudeck) – 12.505
- Tworóg (Tworog) – 8282
- Zbrosławice (Broslawitz) – 16.385

## Politik
Die Kreisverwaltung wird von einem Starosten geleitet. Bis 2024 war dies Krystina Kosmala vom Wahlkomitee „Bürgerinitiative des Powiat Tarnogórski“. Sie wurde 2024 durch Adam Chmiel (KO) abgelöst.

### Kreistag
Der Kreistag besteht aus 25 Mitgliedern, die von der Bevölkerung gewählt werden. Die turnusmäßige Wahl 2024 brachte folgendes Ergebnis:
- Koalicja Obywatelska (KO) 32,8 % der Stimmen, 9 Sitze
- Prawo i Sprawiedliwość (PiS) 26,4 % der Stimmen, 8 Sitze
- Wahlkomitee „Bürgerinitiative des Powiat Tarnogórski“ 25,7 % der Stimmen, 7 Sitze
- Wahlkomitee „Unsere Verwaltung“ 11,2 % der Stimmen, 1 Sitz
- Trzecia Droga (TD) 3,8 % der Stimmen, kein Sitz

Die turnusmäßige Wahl 2018 brachte folgendes Ergebnis:
- Wahlkomitee „Bürgerinitiative des Powiat Tarnogórski“ 27,3 % der Stimmen, 9 Sitze
- Prawo i Sprawiedliwość (PiS) 23,1 % der Stimmen, 8 Sitze
- Koalicja Obywatelska (KO) 17,0 % der Stimmen, 5 Sitze
- Wahlkomitee „Unsere Verwaltung“ 9,8 % der Stimmen, 2 Sitze
- Wahlkomitee „Solidarität mit der lokalen Verwaltung“ 6,8 % der Stimmen, kein Sitz
- Wahlkomitee „Für eine bürgerfreundliche Verwaltung im Powiat Tarnogórski“ 6,7 % der Stimmen, 1 Sitz
- Wahlkomitee des schlesischen Bundes 5,1 % der Stimmen, kein Sitz
- Kukiz’15 4,2 % der Stimmen, kein Sitz